# Arthur Dobson
Arthur Charles Dobson, né le 6 août 1914 à Lodsworth (Sussex, Angleterre) et décédé le 12 mars 1980 à Battersea (Londres) à 65 ans, est un ancien pilote automobile britannique, essentiellement de voiturettes sur circuits.

## Biographie
Il commença sa carrière automobile en 1935 au RAC Tourist Trophy sur Fiat 508S, et en Grand Prix durant l'année 1936 au GP de France avec Reggie Tongue sur Riley TT Sprite. Sa dernière course eut lieu lors du Grand Prix d'Albi voiturettes en 1939, sur ERA Ltd (constructeur britannique avec lequel il mena la plus grande partie de sa carrière).
Il termina troisième des 24 Heures du Mans 1939, sur Lagonda 4,5 l V12 avec Charles Brackenbury (abandon l'année précédente avec Elsie "Bill" Wisdom sur MG PB 0,9 l L4 Midget), et cinquième des 500 kilomètres de Brooklands en 1937 associé au français Jean Trévoux, sur Riley 1,5 l (compétition dans laquelle il eut l'occasion de conduire sur Bugatti, en 1935).
Son frère aîné Austin, né en 1912, fut également coureur automobile entre 1934 et 1937, sur Alfa Romeo. Tous deux ne doivent pas être confondus avec Charlie Dodson (et non Dobson), autre coureur britannique né en 1901.

## Palmarès
Grand Prix (2 victoires):

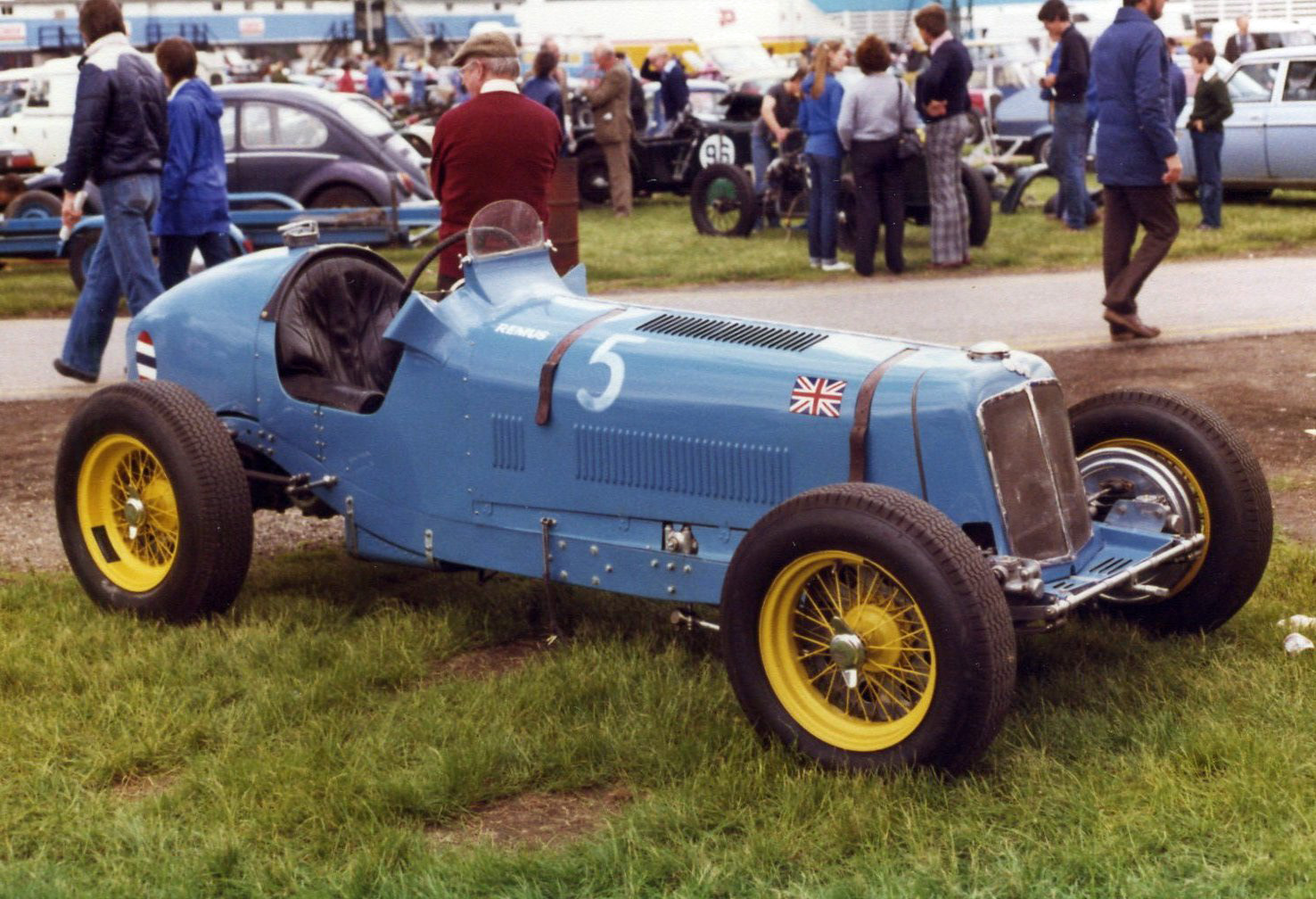
La Bira Blue, ou ERA B Remus du Prince Bira, le grand rival de A.C. Dobson juste avant guerre (ici aux couleurs du Prince de la future Thaïlande).

- Junior Car Club 200 mile race, en 1937 sur ERA Ltd Type C 1,5 l (à Donington Place, devant le Prince Bira sur Maserati 8CM 3,0 l)
- British Empire Trophy, en 1938 sur Austin (en Formule libre à Donington Park)
  - 2e du Campbell Trophy, en 1938 sur ERA Type B (derrière le Prince Bira)
  - 3e du Mountain Championship, en 1938 sur ERA Type B

Voiturettes (7 victoires, dont 1 Grand Prix et 5 en Sport):

- Prix automobile de Berne, en 1937 sur ERA C-Type (finale, et 2e manche)
- Coupe de la Commission Sportive, en 1937 sur Riley TT Sprite (en Sport à l' Autodrome de Linas-Montlhéry)
- Vainqueur de catégorie (1,5 l) au Tourist Trophy, en 1937 sur Riley TT Sprite (en Sport)
- Coupe de Crystal Palace (Londres), en 1938 et 1939 sur Riley 6 cylindres (en Sport)
- Course de Brooklands, en 1939 sur Delahaye 135S (en Sport)
- Road Championship, en 1939  sur ERA (à Brooklands, la Campbell Track)
  - 2e du Coronation Trophy, en 1937 sur ERA B (à Crystal Palace)
  - 2e du Cork International, en 1938 (avec phares) sur ERA B (à Carrigrohane, Irlande, derrière le Prince Bira)
  - 2e du Siam Challenge Trophy, en 1938 sur ERA Type B (à Brooklands derrière le Prince Bira)
  - 3e du Coronation Trophy, en 1938 sur ERA B (à Crystal Palace)
  - 3e du Circuit de Modène, en 1938 sur ERA Type B